# André Gill (Eishockeyspieler)
André Marcel Gill (* 19. September 1941 in Sorel, Québec; † 2. Dezember 2014 in Sorel-Tracy, Québec) war ein kanadischer Eishockeytorwart, der im Verlauf seiner aktiven Karriere zwischen 1962 und 1977 unter anderem 62 Spiele für die Boston Bruins in der National Hockey League sowie die Chicago Cougars in der World Hockey Association bestritten hat. Hauptsächlich spielte Gill aber für die Hershey Bears in der American Hockey League, mit denen er 1969 den Calder Cup gewann.

## Karriere
Gill verbrachte seine Juniorenzeit zwischen 1960 und 1962 in seiner Geburtsstadt bei den Sorel Royals, ehe der Torwart von dort in den Profibereich wechselte. Dort spielte er mit Beginn der Saison 1962/63 zehn Jahre lang für die Hershey Bears in der American Hockey League. In diesem Zeitraum gewann er 1969 den Calder Cup mit der Mannschaft, zudem brachten ihm seine herausragenden Leistungen in der Spielzeit 1966/67 eine Nominierung für das AHL First All-Star Team ein und er wurde mit dem Harry „Hap“ Holmes Memorial Award ausgezeichnet, da er den geringsten Gegentorschnitt aller Torhüter aufwies.
Während seiner Zeit in Hershey wurde Gill im Dezember 1967 in das Aufgebot der Boston Bruins aus der National Hockey League berufen, nachdem sich deren Torwart Gerry Cheevers verletzt hatte. Gill absolvierte in der Folge fünf Einsätze für die Bruins – seine einzigen in der NHL. Dabei gelang ihm gleich in seinem ersten Spiel am 23. Dezember 1967 gegen die New York Rangers ein Shutout, für den er 41 Schüsse abwehrte. Damit stellte er einen zu diesem Zeitpunkt modernen NHL-Rekord auf, der erst im November 2014 durch Troy Grosenick um vier Schüsse verbessert wurde.
Nach seinem zehnjährigen Engagement bei den Hershey Bears wechselte der Kanadier zur Saison 1972/73 zu den Chicago Cougars in die World Hockey Association, die den Houston Aeros die WHA-Transferrechte an seiner Person abgekauft hatten. Dort füllte Gill den Posten des Ersatzkeepers aus. Im ersten Jahr hinter Jimmy McLeod, anschließend Cam Newton. Ab 1974 ließ der Schlussmann seine Karriere in der Southern Hockey League ausklingen. Zunächst stand er in der Saison 1974/75 im Tor der Hampton Gulls. Dort schaffte er es ins First All-Star Team der SHL. Nachdem er im Folgejahr nicht in Erscheinung getreten war, hütete Gill in der Spielzeit 1976/77 noch einmal das Tor der Richmond Wildcats in derselben Liga. Anschließend beendete er im Alter von 36 Jahren seine aktive Karriere.
Gill verstarb im Dezember 2014 im Alter von 73 Jahren in seiner Geburtsstadt Sorel-Tracy.

## Erfolge und Auszeichnungen
- 1967 Harry „Hap“ Holmes Memorial Award
- 1967 AHL First All-Star Team
- 1969 Calder-Cup-Gewinn mit den Hershey Bears
- 1975 SHL Second All-Star Team

## Statistik
(Legende zur Torhüterstatistik: GP oder Sp = Spiele insgesamt; W oder S = Siege; L oder N = Niederlagen; T oder U oder OT = Unentschieden oder Overtime- bzw. Shootout-Niederlage; Min. = Minuten; SOG oder SaT = Schüsse aufs Tor; GA oder GT = Gegentore; SO = Shutouts; GAA oder GTS = Gegentorschnitt; Sv% oder SVS% = Fangquote; EN = Empty Net Goal; 1 Play-downs/Relegation; Kursiv: Statistik nicht vollständig)